# Wohnhaus Philipp-Rosenthal-Straße 21

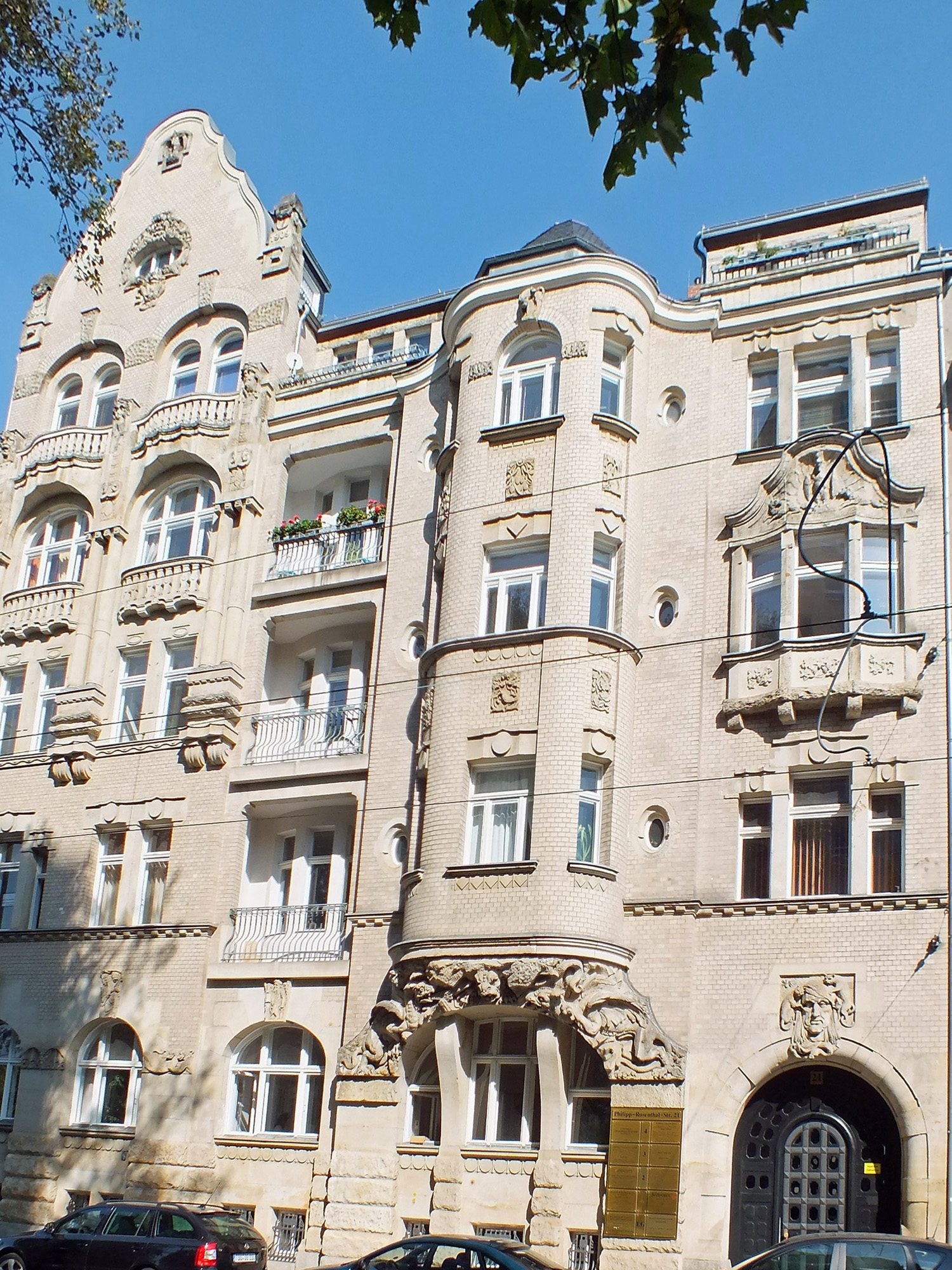
Philipp-Rosenthal-Straße 21 (2011)

Das Wohnhaus Philipp-Rosenthal-Straße 21 ist ein Jugendstilbau im Leipziger Ortsteil Zentrum Südost. Es führt den Beinamen Märchenhaus und steht unter Denkmalschutz.

## Geschichte
In den Jahren 1906 bis 1908 (am Gebäude 1907 und 1909) errichtete der Leipziger Architekt und Bauunternehmer Max Pommer (1847–1915) am Windmühlenweg (seit 1926 Philipp-Rosenthal-Straße) ein Wohnhaus mit einer Durchfahrt zu zwei Gewerbegebäuden im Hof. Den Bauschmuck an der Straßenfassade gestaltete der Leipziger Bildhauer Josef Mágr (1861–1924).
Im Zweiten Weltkrieg blieb das Haus, im Gegensatz zu seinem rechten Nachbarn, vor der Zerstörung verschont. Der bauliche Verfall während der DDR-Zeit konnte durch eine Rekonstruktion nach der Wiedervereinigung Deutschlands behoben werden, sodass es in alter Pracht erstrahlt.
Die beiden Gewerbebauten im Hof, beides Stahlbetonbauten, dienten ehemals als Verlagshäuser. Sie besitzen nun einen Zugang von der Paul-List-Straße (Nr. 24 und 26) und beinhalten Hotel-Appartements.

## Beschreibung
Das Haus Philipp-Rosenthal-Straße 21 auf einer Fläche von etwa 25 m × 15 m ist viergeschossig mit einem hohen Sockelgeschoss und ausgebautem Dachgeschoss. Die Straßenfront ist in fünf Achsen gegliedert. Die beiden linken besitzen in der zweiten und dritten Etage hervortretende Doppelsäulen und werden in einem hohen Zwerchgiebel zusammengefasst. In der dritten Achse haben die Obergeschosse Loggien. Jene der vierten, etwas breiteren Achse verbindet ein abgerundeter Erker. In der fünften Achse mit der breiten Einfahrt trägt die zweite Oberetage einen Schmuckerker. Nach der Hofseite ist diese Achse um etwa sieben Meter verlängert. Das Gebäude bedeckt ein gegliedertes Satteldach.

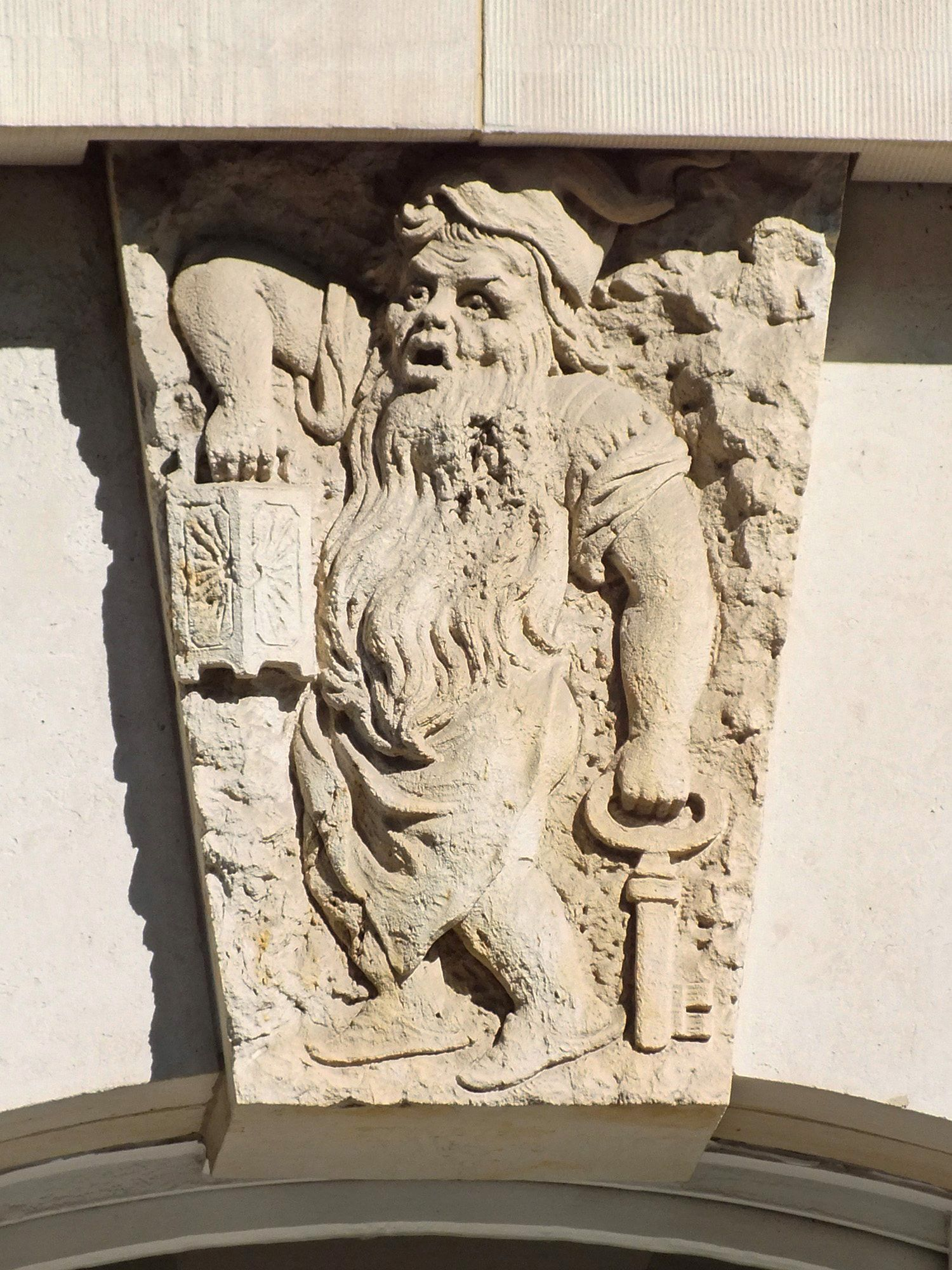
Zwergenfigur

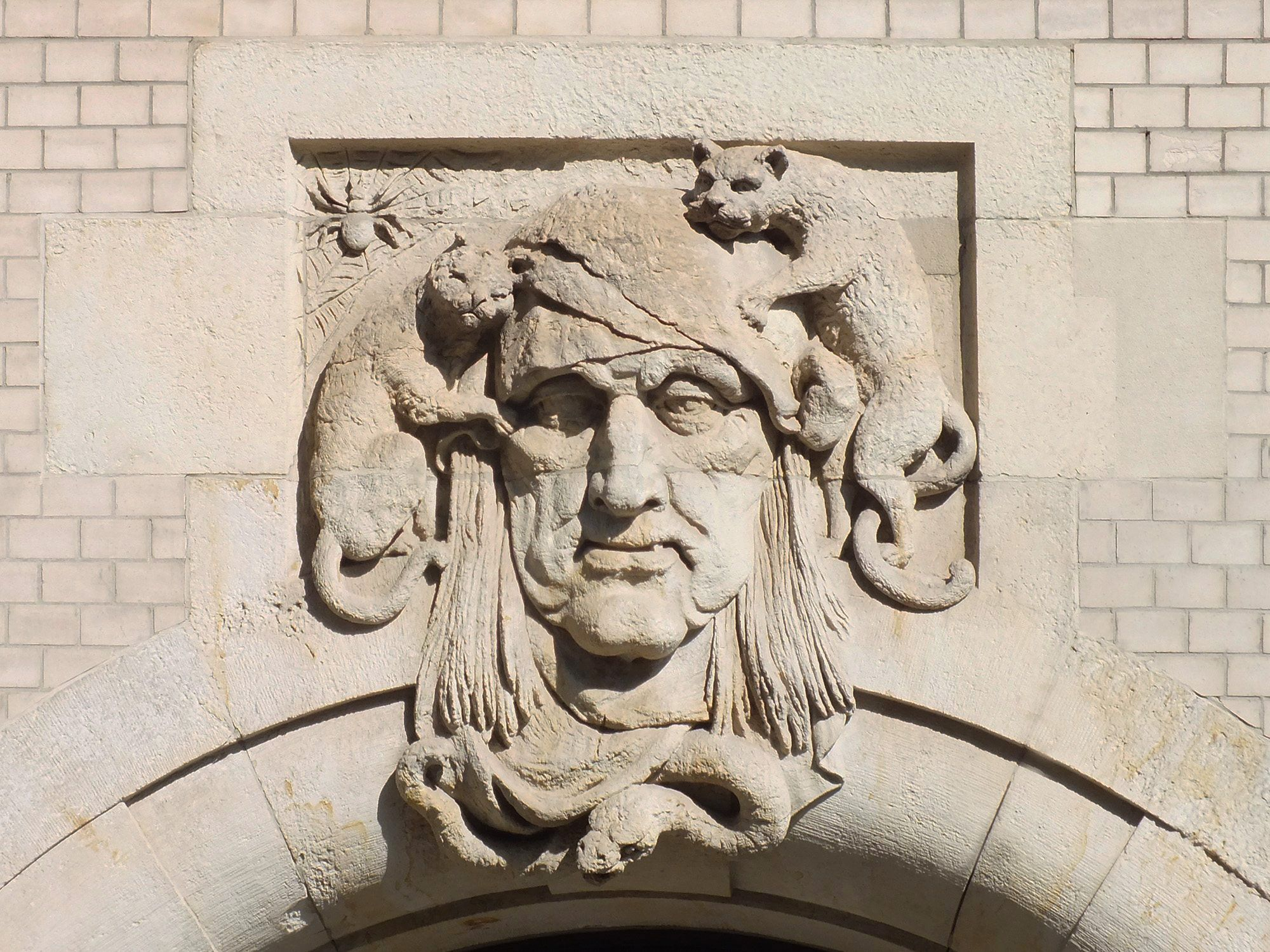
Hexe als Supraporte

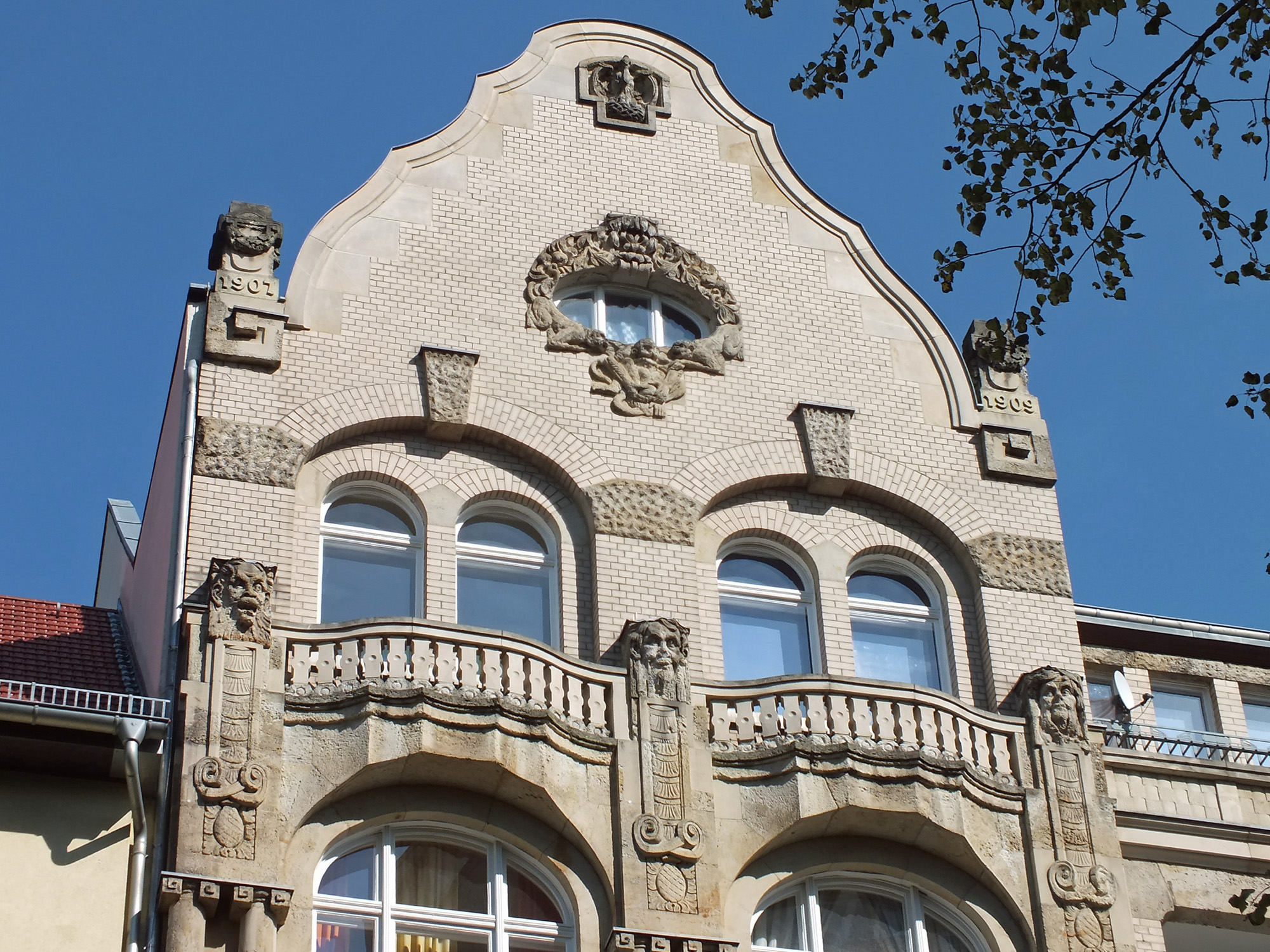
Giebel

Die Straßenfront ist mit weißen Klinkern belegt und reichlich mit Bauschmuck aus hellem Sandstein versehen. Neben ornamentalen Schmuckformen kommen auch einige als Relief dargestellte Fabelwesen vor. Das brachte dem Haus den Beinamen Märchenhaus ein.
Die Hofseite des Hauses ist mit roten Klinkern belegt und weist vier Loggien auf.